# Lo Vernant
Lou Vernant (en italià Vernante, en piemontès Vërnant) és un municipi italià a la Val Vermenanha, dins de les Valls Occitanes a la regió del Piemont. Està situat a uns 90 quilòmetres (56 milles) al sud de Torí i uns 15 quilòmetres (9 milles) al sud de Cuneo. Limita amb els municipis de Bueves, Entraigas, Limon, Roascha i Robilant. L'any 2007 tenia 1.287 habitants.

## Administració
| Període | Identitat        | Partit        |
| ------- | ---------------- | ------------- |
| 2004-   | Domenico Papalia | Llista cívica |